# 음식남녀
《음식남녀》(중국어 간체자: 饮食男女, 정체자: 飲食男女, 병음: yǐn shí nán nǚ) 리안이 감독을 맡고 랑웅, 왕위원, 오천련, 양구이메이가 주연을 맡은 1994년 타이완의 영화이다. 1994년 8월 3일에 개봉되었으며 비평가들에게 호평을 받았다. 1994년 아시아태평양영화제에서 작품상을 수상하였으며, 1995년 아카데미상 외국어 영화상 후보에 올랐다. 2001년에는 《토르틸라 스프》라는 제목으로 리메이크 되었다.

## 배역
- 랑웅 - 주 사부
- 양구이메이 - 가진
- 오천련 - 가천
- 왕위원 - 가령
- 실비아 창 - 금영
- 귀아뢰 - 금영의 엄마
- 자오원쉬안 - 리카이
- 진소영 - 국륜

## 한국판 성우진(KBS) (1996년 1월 3일)
- 이완호 - 주 사부(랑웅)
- 정옥주 - 가진(양구이메이)
- 정경애 - 가천(오천련)
- 조진숙 - 가령(왕위원)
- 김계원 - 레스토랑 메니저(두만생)
- 김민규 - 진 사부의 친구(왕서)
- 최흘 - 사장(왕각)
- 김정희 - 금영의 엄마(귀아뢰)
- 강미형 - 금영(실비아 창)
- 안종익 - 레이먼드(진첩문)
- 최병상 - 주명도(허경민)
- 김민석 - 진가영(자오원쉬안)
- 김일 - 국륜(진소영) / 사장의 아들(임사칙) / 학교 반장(홍계덕)
- 김은아 - 가령의 친구(전위) / 금영의 딸(당어영)